# Arctosa lacupemba
Arctosa lacupemba là một loài nhện trong họ Lycosidae.
Loài này thuộc chi Arctosa. Arctosa lacupemba được Carl Friedrich Roewer miêu tả năm 1960.